# Сретение Господне (Негуш)
„Сретение Господне“ (на гръцки: Ιερός Ναός Υπαπαντή του Χριστού) е възрожденска православна църква в южномакедонския град Негуш (Науса), Егейска Македония, Гърция. Храмът е част от енорията „Преображение Господне“ на Берската, Негушка и Камбанийска епархия на Църквата на Гърция.
Църквата е разположена на левия бряг на Арапица в горната част на града. Построена е в 1894 година с ктиторството на Димитриос Д. Лонгос. Ктиторският надпис на мраморна плоча над северния вход гласи:
| „ | Ο ΙΕΡΟΣ ΟΥΤΟΣ ΝΑΟΣ ΑΝΗΓΕΡΘΗ ΔΑΠΑΝΑΙΣ ΤΟΥ Κου Δ. Δ. ΛΟΓΓΟΥ ΚΑΙ ΑΦΙΕΡΟΥΤΑΙ ΣΥΝ ΤΩ ΠΕΡΙΒΟΛΟ ΑΥΤΟΥ ΤΗ ΦΙΛΟΠΤΩΧΟ ΑΔΕΛΦΟΤΗΤΙ ΕΤΕΙ 1894. | “ |

Според местна легенда преди завладяванего на града от османците на мястото е имало малък манастир „Сретение Господне“ с малка църква и килии. Олтарът в храма е от антична колона с канелюри, което говори за съществуването на по-стара църква и античен храм. От същия храм вероятно са и двете мраморни бази от римско време, както и няколкото мраморни барабани от колони. На един от тях, поставен в нартекса на храма, има запазен стар каменен хромел.
В архитектурно отношение храмът е еднокорабен със сводест таван и малка женска църква. Зидарията е от местен камък, а южната стена има подпорни колони. Северният вход е на седем стъпала от терена, а западният на пет.
Във вътрешността е изписано само олтарното пространство – в конхата на апсидата е Света Богородица Ширшая небес, а в конхата на протезиса – Молитвата на Христос. Иконостасът е обикновен и освен царските двери има още един вход вляво. Трите икони на иконостаса и една на северната стена са дело на кулакийския майстор Митакос Хадзистаматис. Иконите са рисувани в Солун - тези на Христос и на Богородица в 1890 година, а тези на Свети Йоан Предтеча и на Благовещение в 1891 година. Иконата на Сретение Господне е дело на негушкия зограф Христодулос Матеу от 1885 година. Една по-малка икона е подписана Димитър Е. от Самарина 20 март... (Δημητρίου Ε. εκ Σαμαρίνης στις 20 Μαρτίου...). На обкована със сребро по-малка икона има датата на посребряване – 1 април 1894 година. Много от иконите са дарения на негушани.